# Herbert Simon
Herbert Alexander Simon (Milwaukee, Wisconsin, 1916. június 15. — Pittsburgh, Pennsylvania, 2001. február 9.) Nobel-díjas amerikai politológus, közgazdász és pszichológus, a XX. század egyik meghatározó társadalomtudósa.
Főbb kutatási területei: kognitív pszichológia, számítástechnika, közgazdaság, tudományfilozófia, szociológia, politológia.

## Élete, munkássága
Simon polihisztor volt. Egyik alapító atyja volt azon tudományoknak, melyek ma nagyon fontosak. Pl. mesterséges intelligencia, információfeldolgozás, döntéshozatal, problémamegoldás stb.
Zsidó családban született. Apja német származású villamosmérnök volt, s mint lelkes feltaláló számos találmányt akart szabadalmaztatni, egyben szabadalmi ügyvivő volt. Anyja, Edna Marguerite Merkel elismert zongorista volt, prágai és kölni felmenőkkel.
Herbert Simonnak már az állami iskolarendszerbeli általános iskolai tanulmányai alatt kialakult a tudomány iránti érdeklődése. Sok gyermekkel ellentétben már igen fiatalon érdeklődött az után, hogy vajon hogyan lehet a viselkedést tudományosan magyarázni. Ez az érdeklődés anyja fivérének, Harold Merkelnek köszönhető, aki a Wisconsin–Madison Egyetemen tanult közgazdaságtant. Simon BA-képesítését és PhD-fokozatát is a Chicagói Egyetemen szerezte, Harold Lasswell és Charles Edward Merriam vezetésével.
A Chicagói Egyetemen töltött évei alatt korábbi érdeklődése alapján matematikát és társadalomtudományokat kezdett tanulni. A legmeghatározóbb mentora Henry Schultz volt, aki matematikai közgazdászként dolgozott.
A Városi önkormányzatok megítélése kurzus teljesítése után meghívták, hogy legyen Clarence Ridley tudományos szakmunkatársa, akivel társszerző volt a Városi tevékenységek megítélése c. kiadványban, 1948-ban.
1939-től 1942-ig Simon Berkeleyben, a Kaliforniai Egyetem igazgatójaként tevékenykedett.
1949-ben az Ipari közigazgatási intézet vezetője lett a Carnegie Technél (Később a Carnegie Mellon Egyetem lett). Folytatta az oktatást különböző tudományterületeken a Carnegie Mellonon, beleértve a pszichológiát és a számítástechnikát is, 2001-ben bekövetkezett haláláig.

### Közreműködése amesterséges intelligenciafelfedezésében
Simon úttörő volt a mesterséges intelligencia feltalálásában, az Allen Newell-lel közösen létrehozott Logikus Teória Szerkezet megépítésével (1956), és az Általános Problémamegoldó Gép (GPS) (1957) megalkotásával.
Az 1960-as évek elején egy papíralapú választ írt, hogy bebizonyítsa Ulrich Neisser pszichológusnak, hogy a gépek alkalmasak lehetnek arra, hogy utánozzák a „hideg észleléseket”, olyan folyamatokat pl. mint az érvelés, tervezés, döntés. De nem tudják majd utánozni az ún. „meleg észleléseket”, mint pl. vágy, érzés, fájdalom stb. Simon ezen írását 1967-ben adták ki.
Simont az is érdekelte, hogy az emberek hogyan tanulnak. Edward Feigenbaummal közösen megalkotta az első olyan tanulási teóriát, amely a tanulást számítógépes programként törekedett megvalósítani.

### A döntéshozatalról szóló tanulmánya
A közigazgatási viselkedés (Administartive Behavior) volt Simon doktori disszertációjának és az első könyvének témája. Ezen művek alapozták meg életművét. A központi eleme ezen tanulmányoknak a racionális emberi döntéshozatal viselkedési és kognitív folyamatainak, vagyis a döntésnek a tanulmányozása.

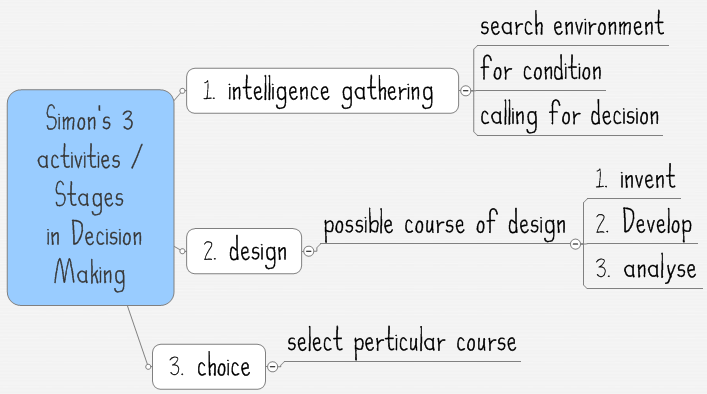
Simon ábrája: Három állomás állapota a döntéshozatalban

A racionális döntéshozatal feladata az, hogy a lehetséges alternatívák közül kiválasszuk a leginkább óhajtott változatot az összes lehetséges közül. A közigazgatási viselkedés egy széles skáláját adja meg az emberi viselkedésnek, a kognitív képességeknek stb.
Simon befolyása a döntéshozatal területén elvégzett kutatásaival lett a gazdasági közösség fő szála, köszönhetően a növekvő gazdasági tanácsadásnak.

## Magyarul megjelent művei (válogatás)
- Korlátozott racionalitás Válogatott tanulmányok; összeáll. Hajnal Albert, Kindler József, Kiss István, tan. Kindler József, Kiss István, ford. Csontos László; Közgazdasági és Jogi, Budapest, 1982. 311 p.
- A vezetői döntés új tudománya; ford. Csiky-Strauss Edit, Kovács Péter; Statisztikai, Budapest, 1982 (A korszerű informatika könyvtára) 149 o.
- Az ésszerűség szerepe az emberi életben (Reason in human affairs); ford. Berényi Eszter; Gondolat, Budapest, 2004 (Társadalomtudományi könyvtár) ISBN 963-9500-08-9
- A döntéshozatal elméletei a közgazdaságtanban és a viselkedéstudományokban. In: Szántó Richárd – Wimmer Ágnes – Zoltayné Paprika Zita (szerk.): Döntéseink csapdájában – Viselkedéstudományi megközelítés a döntéselméletben. Alinea Kiadó, Budapest, 2011, 39–90. o.

## Szakirodalom
- Kardos Péter: Tényleg ésszerűek vagyunk? [Az ésszerűség szerepe az emberi életben / Herbert Simon] In Magyar Pszichológiai Szemle, 2004/4. sz. 602-605. o. (cím AkH. 12 előtti helyesírással)[14]

## Díjak, elismerések (válogatás)
- Közgazdasági Nobel-emlékdíj[15] (1978)
- Nemzeti Tudományos Medál[16] (1986)
- Amerikai Pszichológiai Társaság[17] díja[18] (1993)